# تامویل
تامویل (انگلیسی: Tamoil) شرکت نفت هلندی است، که در سال ۱۹۸۸ تأسیس شد.